# Leptosiphon nuttallii
Leptosiphon nuttallii är en blågullsväxtart. Leptosiphon nuttallii ingår i släktet Leptosiphon och familjen blågullsväxter.

## Underarter
Arten delas in i följande underarter:
- L. n. howellii
- L. n. nuttallii
- L. n. pubescens
- L. n. tenuilobus

## Bildgalleri

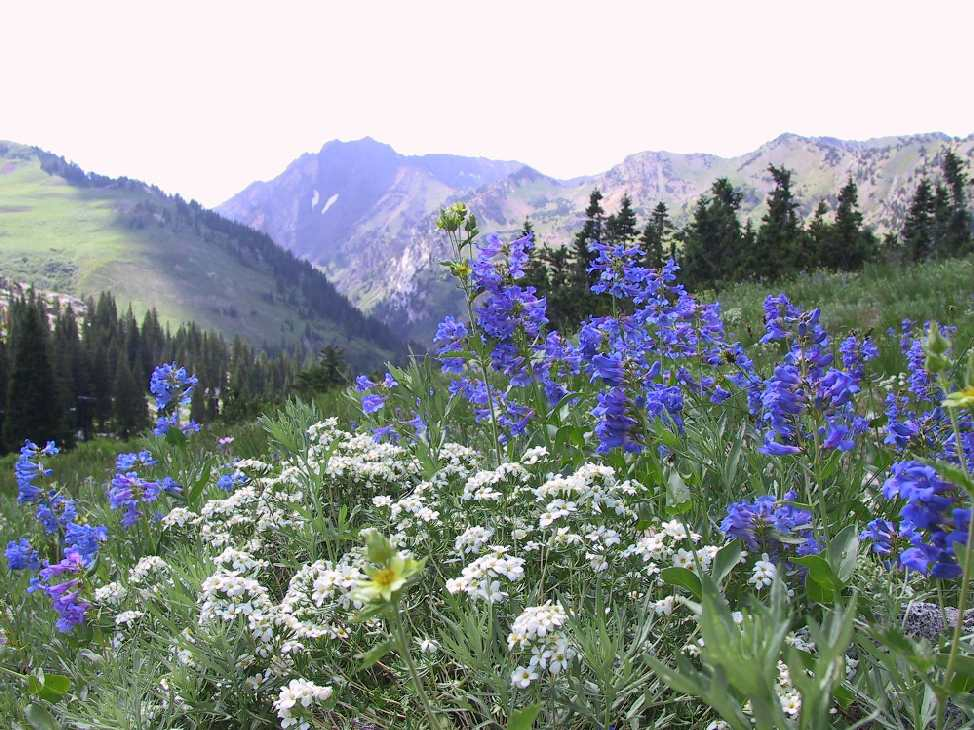
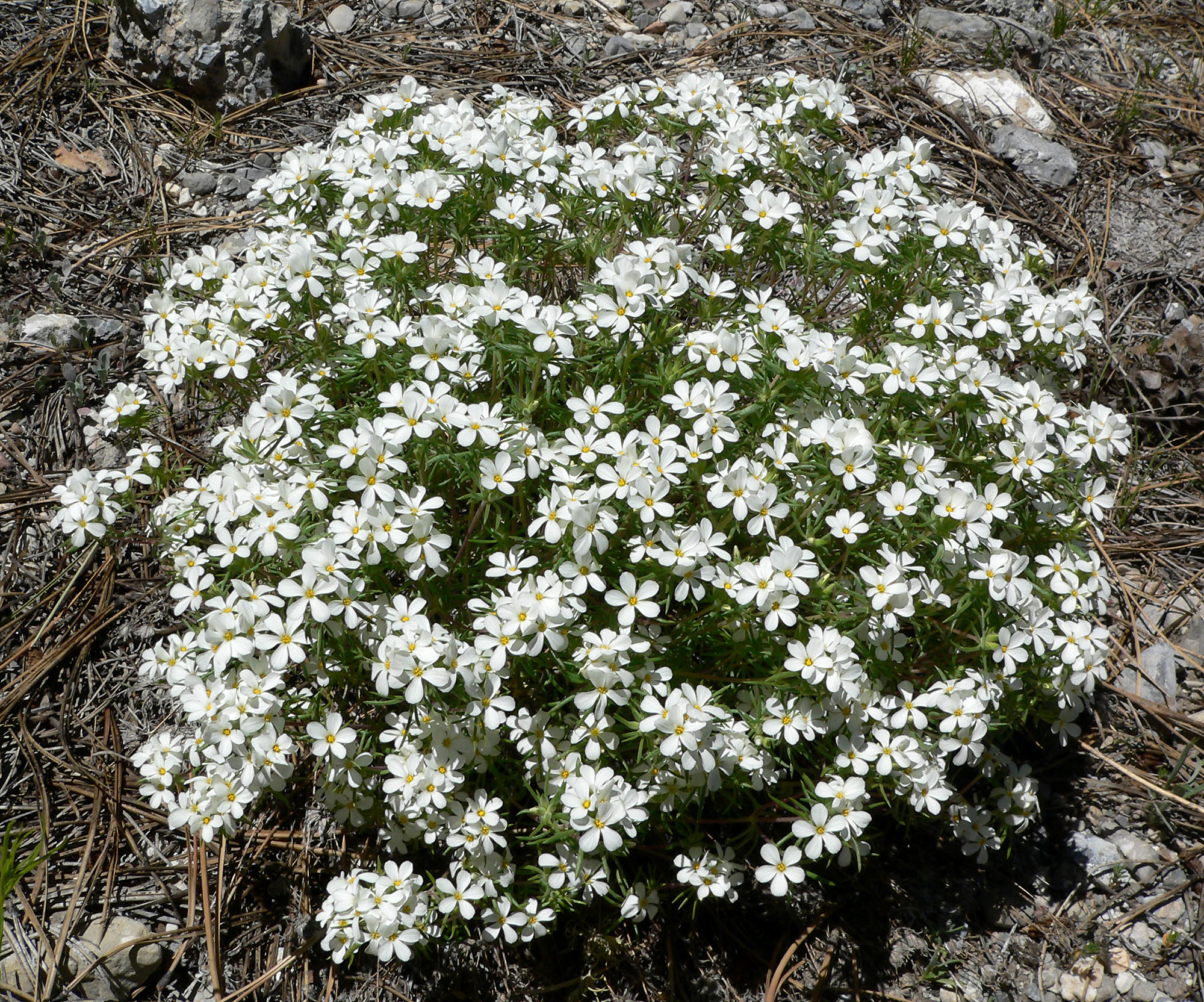
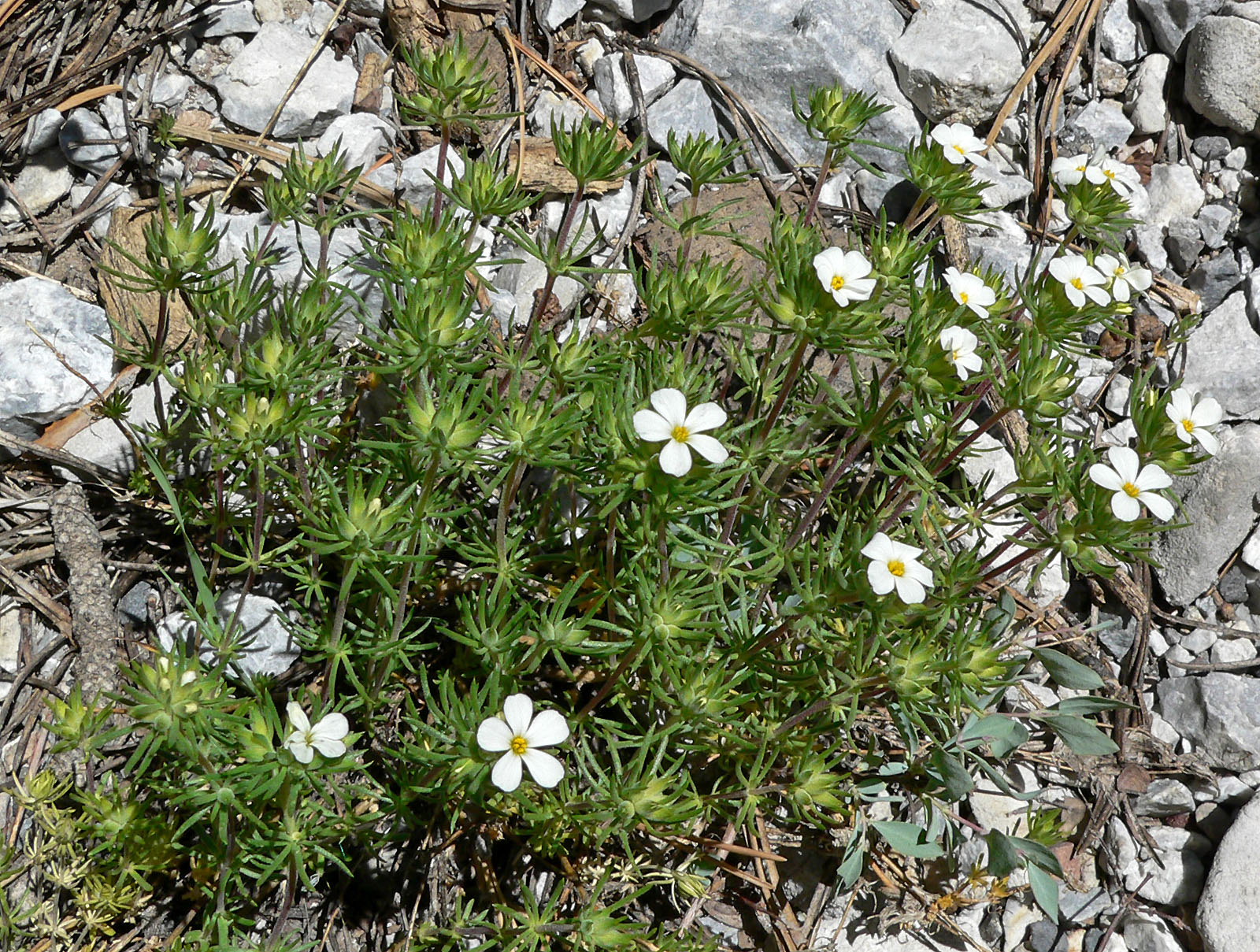
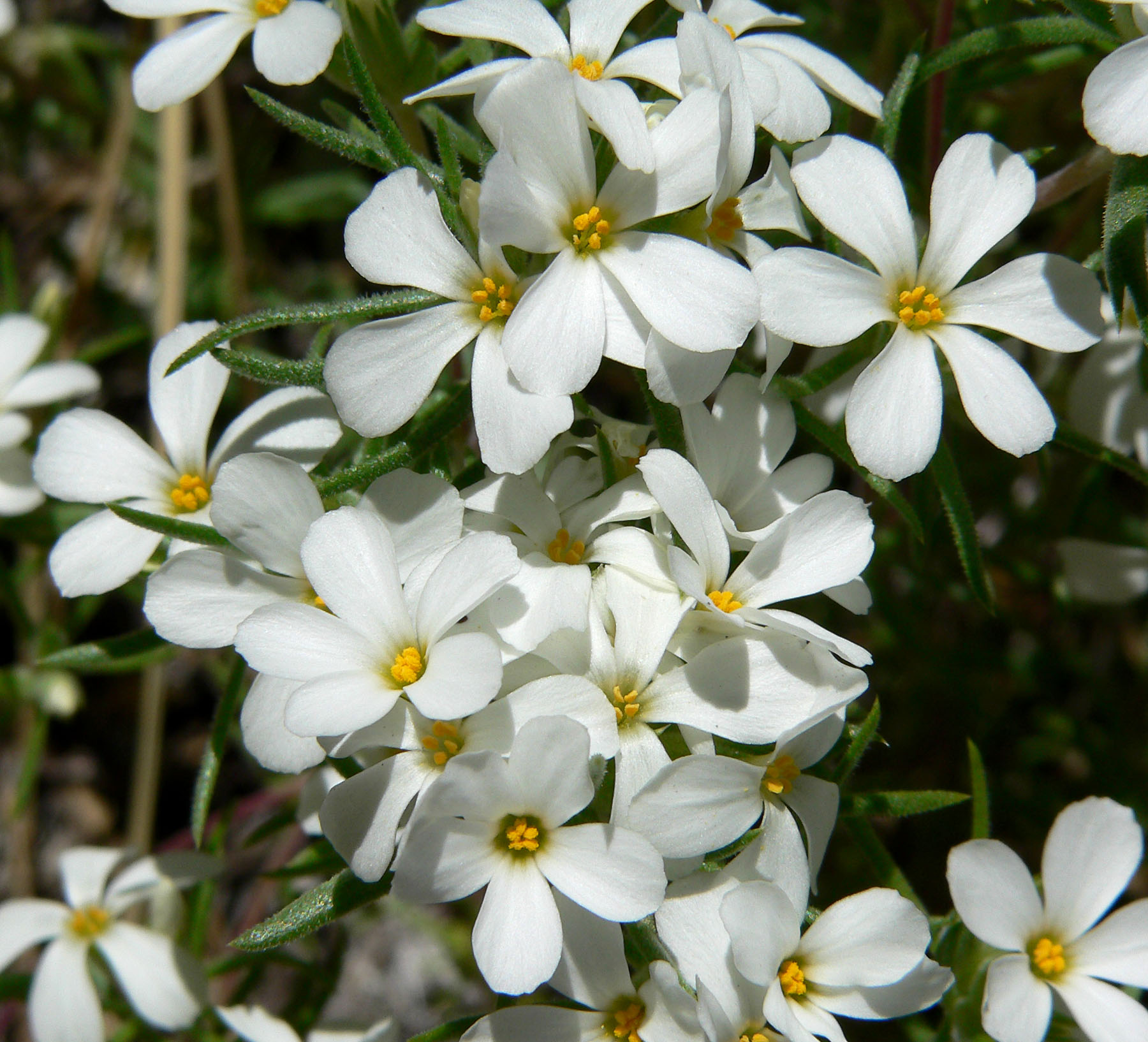
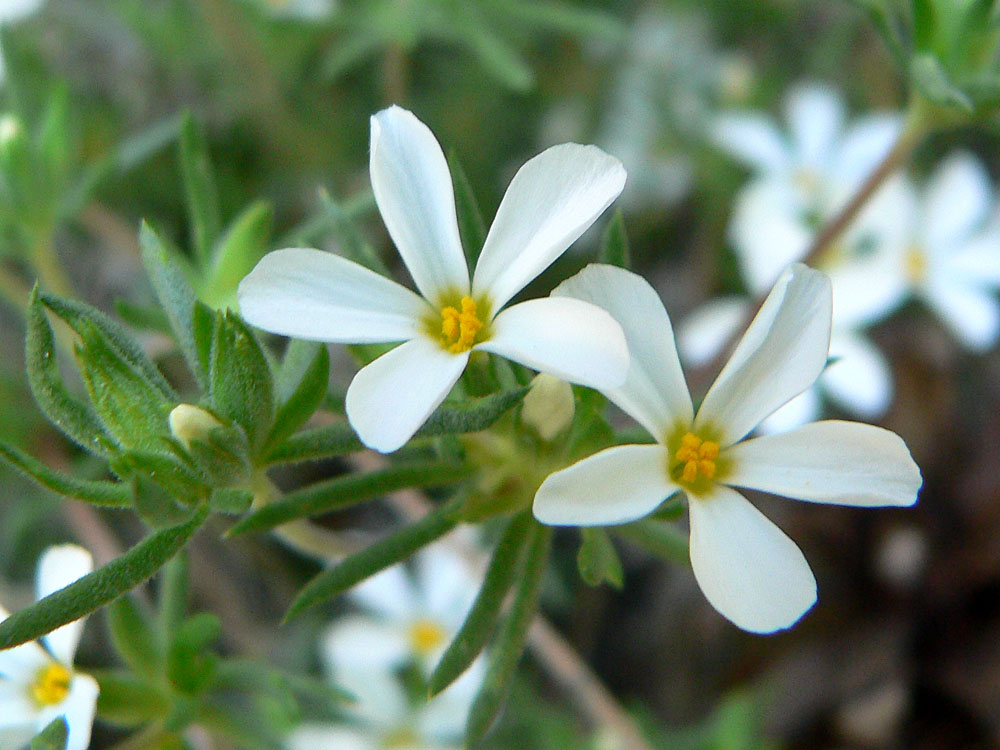
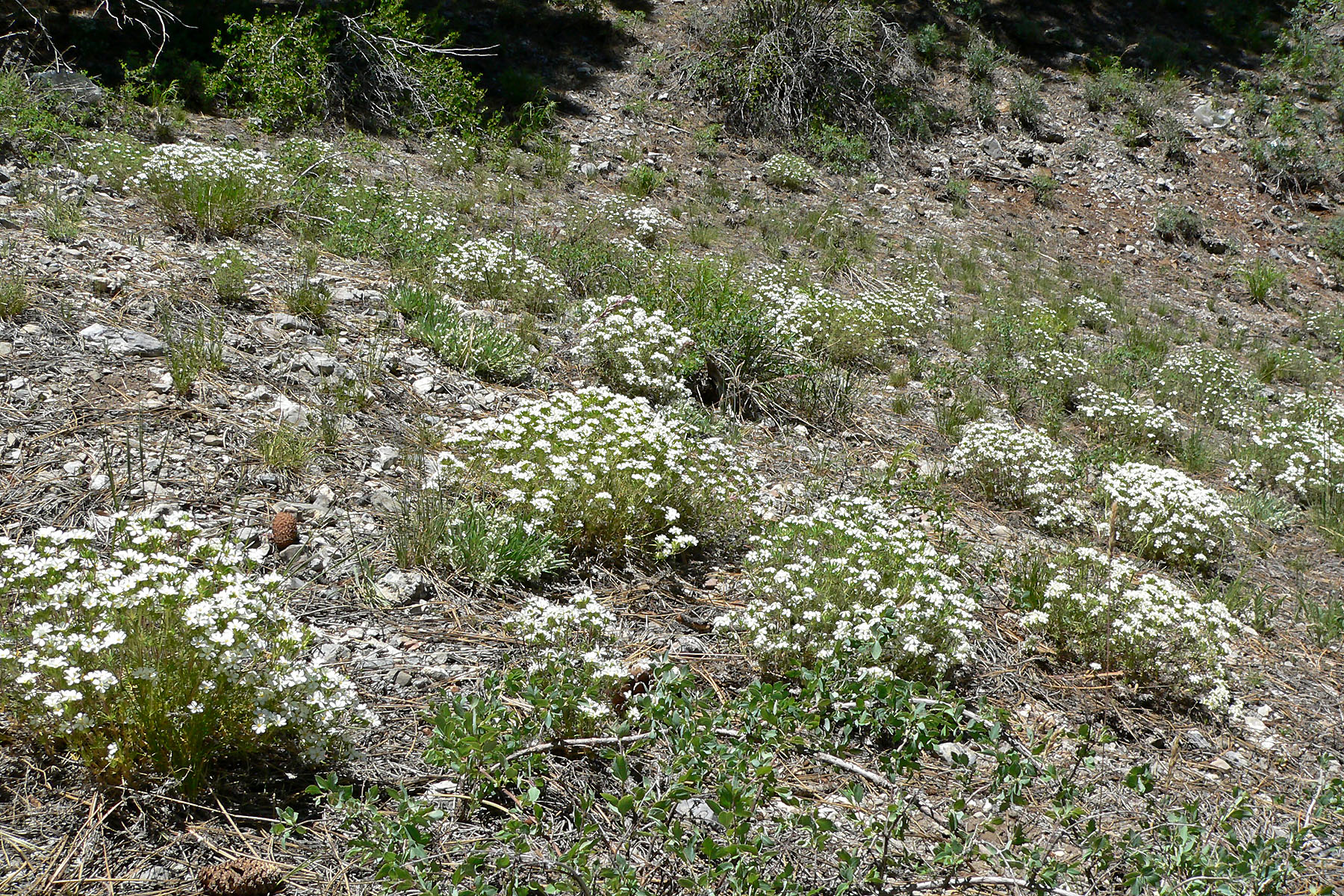